# Gematigde bossen van Fiordland
De gematigde bossen van Fiordland (Engels: Fiordland temperate forests) vormen een ecoregio van gematigde bossen in het gebied Fiordland, gelegen in het zuidwesten van Nieuw-Zeeland. 

## De ecoregio
Binnen deze ecoregio zijn verschillende landschapstypen, zoals met sneeuw bedekte bergen, steile fjorden, diepe meren, onafgebroken bossen en graslanden met pollenvormende grassen (tussocks). Het is een wild en afgelegen gebied, waarvan het grootste deel wordt beschermd in het Nationaal park Fiordland. De ecoregio beslaat de zuidwestelijke hoek van het Zuidereiland van Nieuw-Zeeland. Dit gedeelte wordt gedomineerd door een bergachtig landschap. Deze bergen zijn relatief resistent tegen erosie, vanwege de zeer harde, kristallijne stollingsgesteenten en metamorfe gesteenten (gneis en graniet) waaruit ze bestaan. Er zijn glaciale landschapsvormen te zien, zoals U-vormige valleien, 250 meter diepe fjorden omzoomd door zeekliffen, alpiene meren die in keteldalen liggen op 2000 meter hoogte en watervallen die uit hangende valleien storten.
De bergen zijn niet zo hoog als de meer noordelijk gelegen Nieuw-Zeelandse of Zuidelijke Alpen. De hoogste toppen zijn hier maximaal 2746 meter, terwijl de Nieuw-Zeelandse Alpen 19 toppen boven 3000 meter heeft. De bergwanden zijn steil en dichtbebost. Net als in het noordelijker gelegen Westland heeft de regio Fiordland zeer veel regenval. Op de westelijke hellingen kan jaarlijks tot 11 millimeter vallen. Naarmate de neerslag meer landinwaarts trekt neemt deze af, zodat de oostelijke delen van de ecoregio ongeveer 5 millimeter regen per jaar krijgen.

## Flora
De verscheidenheid aan habitats binnen de ecoregio zorgt voor een diverse flora en fauna. De geïsoleerde ligging van de regio heeft geleid tot een groot aantal endemische soorten. Zo komen in de hogere delen van de ecoregio meer dan 700 planten voor die alleen in Fiordland voorkomen, waaronder 24 alpiene plantensoorten.
De koude-tolerante schijnbeukensoort Nothofagus menziesii is een dominante boom in het fjordengebied en komt voor op de lagere hellingen tot op zeeniveau. Meer landinwaarts worden de dalen bedekt met bossen van de soort Nothofagus fusca. In de meer drogere oostelijke bergen komt de soort Nothofagus solandri var. cliffortioides voor op grotere hoogten. De ondergroei in deze bossen bestaat uit struiken en varens, zoals de soort Blechnum discolor. Rond de terrasvormige kustranden in het zuidoosten van de ecoregio groeien bossen met zowel Podocarpus- als Nothofagus-soorten. Ook is er langs de zuidoostkust een uniek duinlanschap, wat elders in de ecoregio niet voorkomt. Hier komt in gebieden met een drassige grond de rimu (Dacrydium cupressinum) voor. Verder groeit er een heideachtige vegetatie op ultramafische rotsen en dunne grondlagen die harde rotsen bedekken. 
Boven de boomgrens zijn er uitgestrekte gebieden met die begroeid zijn met pollenvormende grassen, struikachtige kruiden en moerasvegetatie, vooral rondom de talrijke bergmeertjes en kleine moerassen. Er groeien 9 verschillende pollenvormende grassoorten uit het geslacht Chionochloa (snow tussocks) en een veel verschillende soorten alpiene planten. Penalpiene en alpiene endemen zijn onder andere Hebe pauciflora, Aciphylla takahea en Celmisia inaccessa.
Verder maken grote meren en rivieren te midden van een beboste omgeving een belangrijk onderdeel uit van de ecoregio. De drie belangrijkste meren zijn Lake Hauroko, Lake Manapouri en Te Anau Lake, die tevens ook de diepste van het land zijn. Rondom deze meren groeit een gevarieerde vegetatie met verschillende bedreigde en lokaal endemische soorten, zoals Brachyscome linearis, Ranunculus recens lacustris en de waterplant Hydatella inconspicua.

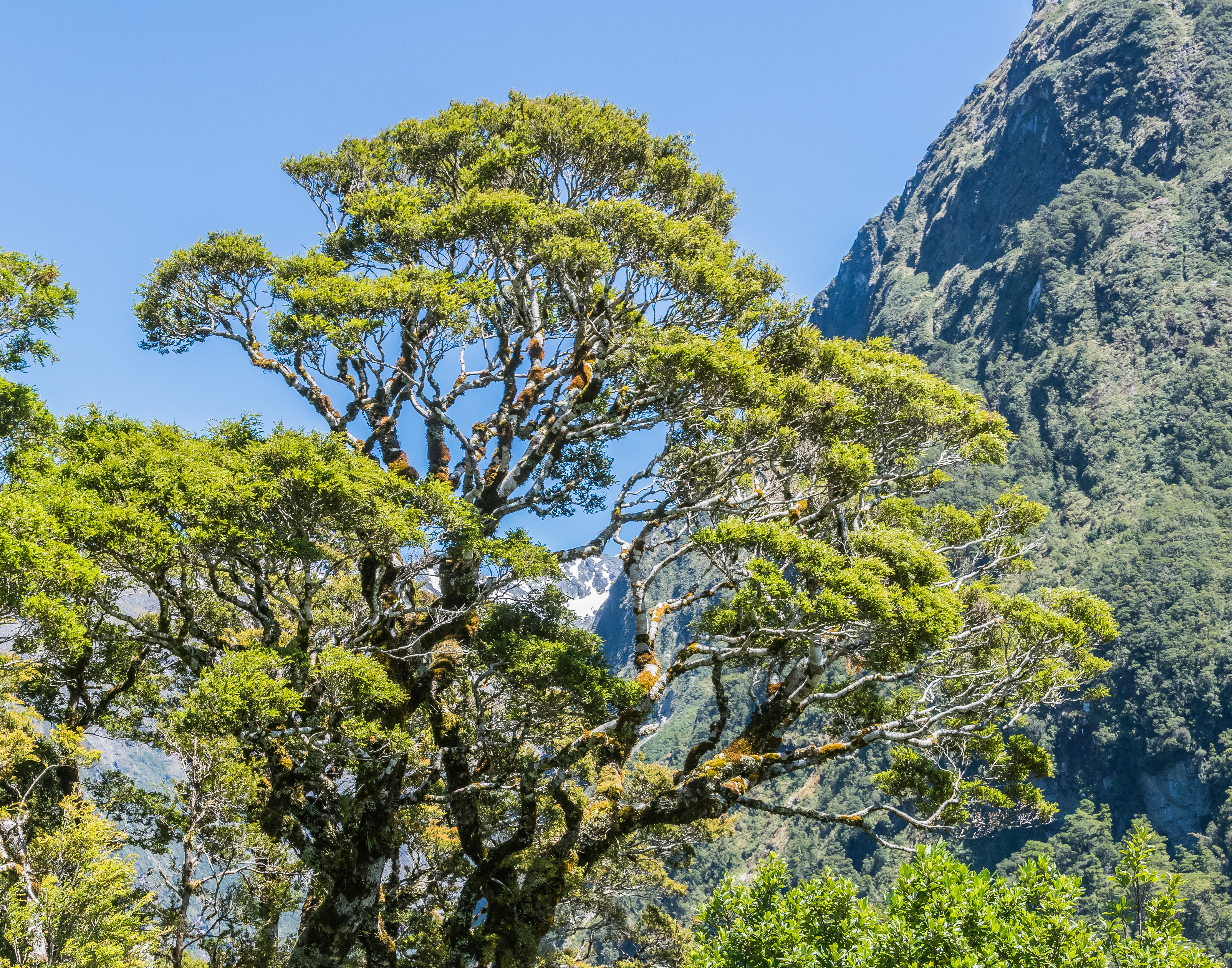
Nothofagus menziesii
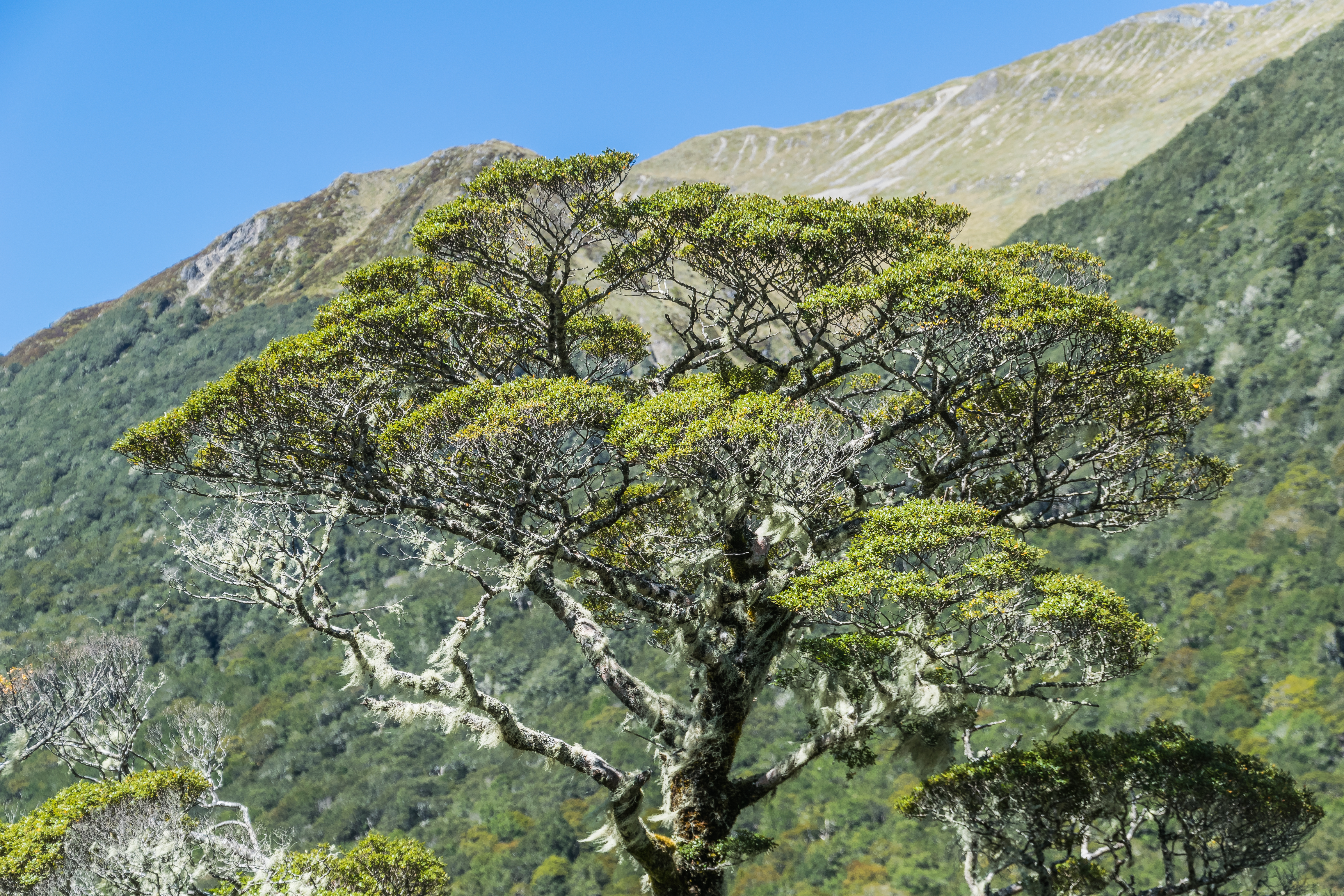
Nothofagus solandri var. cliffortioides
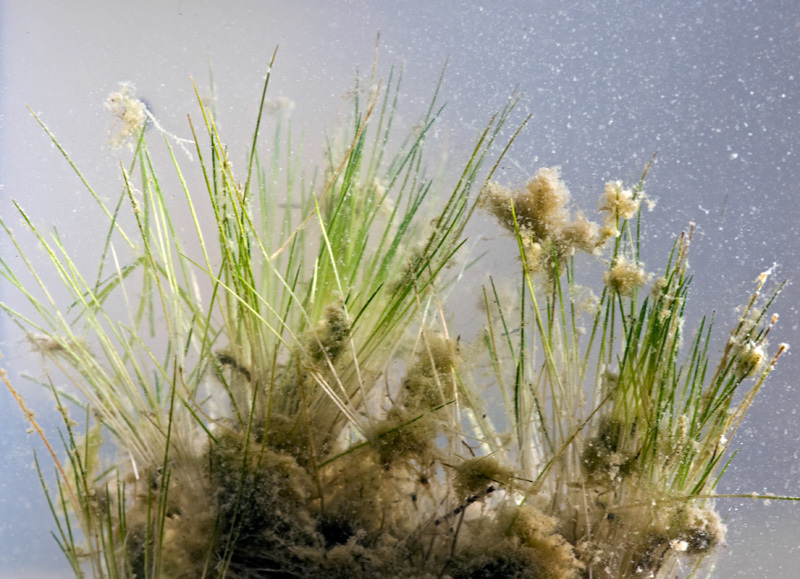
Hydatella inconspicua
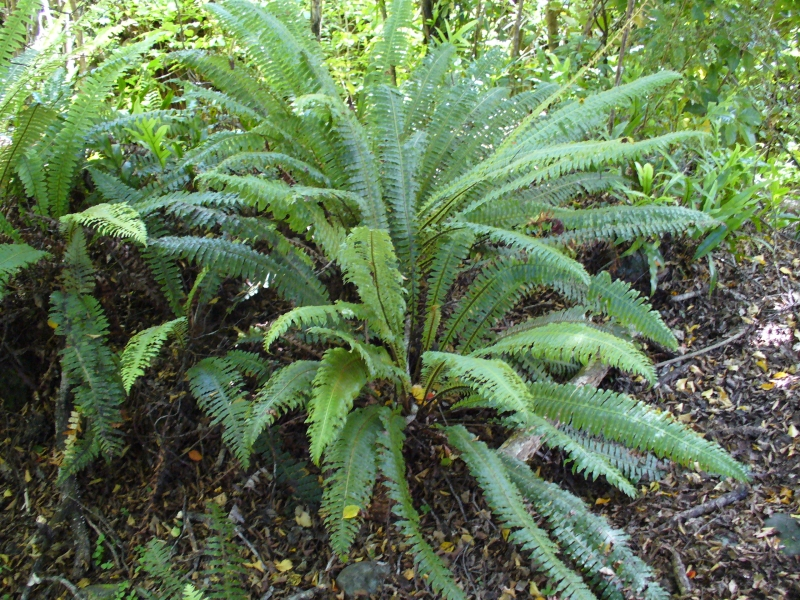
Blechnum discolor
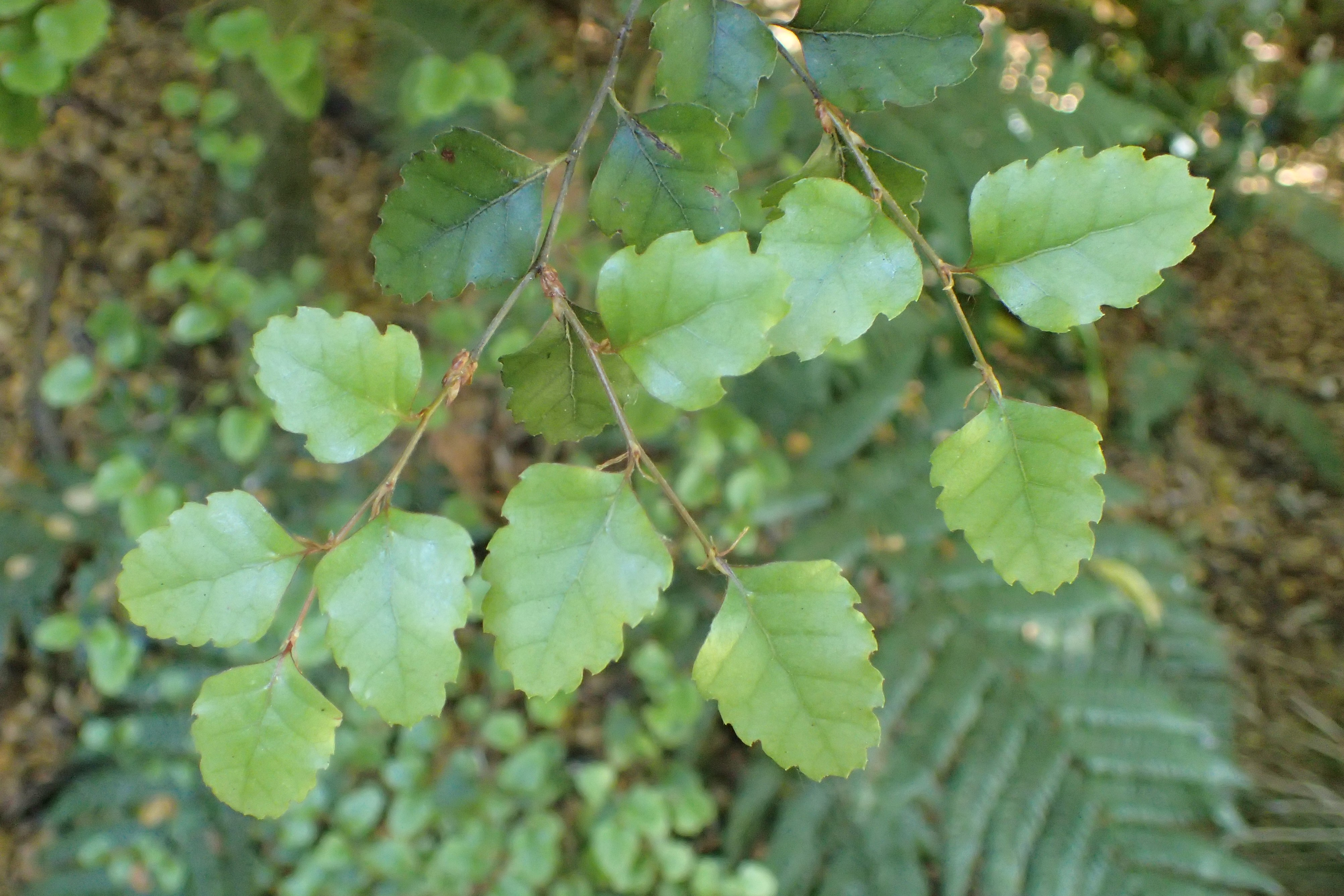
Nothofagus fusca
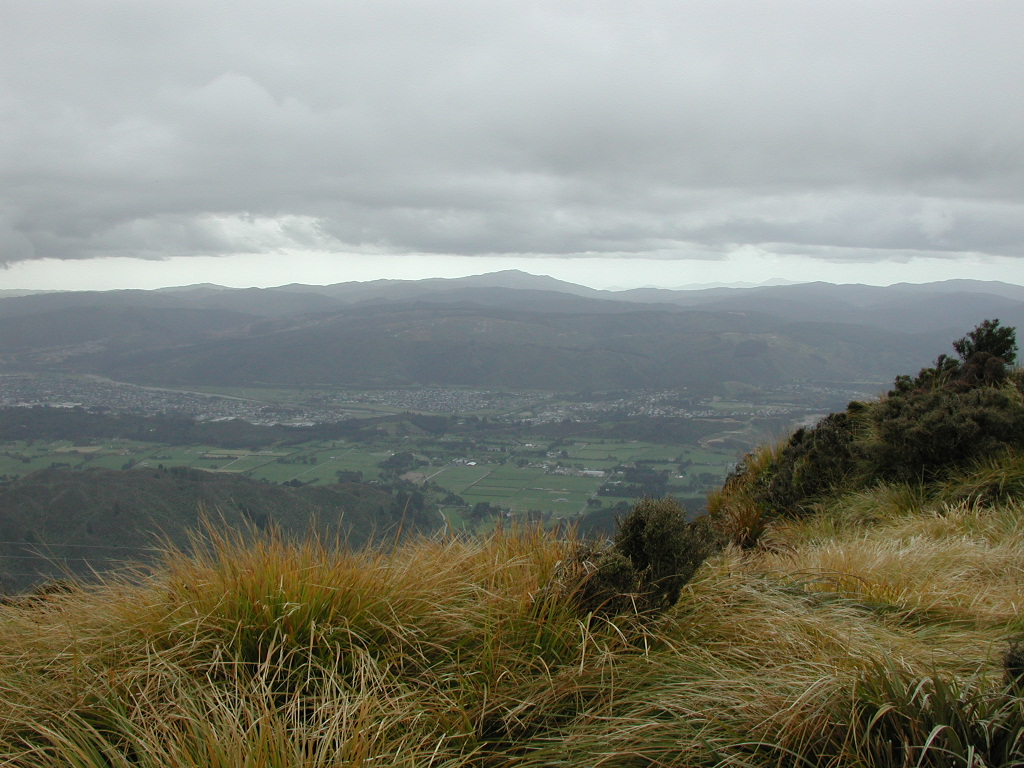
Chionochloa spp.

## Fauna
De ecoregio is een belangrijk leefgebied voor zeldzame vogels, zoals de met uitsterven bedreigde takahe (Porphyrio hochstetteri). De soort werd verondersteld uitgestorven te zijn totdat in 1948 enkele paren werden herontdekt in de Murchison Mountains in Fiordland. Een andere vogelsoort uit deze ecoregio is de ernstig bedreigde kakapo (Strigops habroptilus), die behoort tot de papegaaiachtigen. Andere vogels die hier voorkomen zijn de mohoua (Mohoua ochrocephala), whio (Hymenolaimus malacorhynchos), kea (Nestor notabilis), kaka (Nestor meridionalis), kakariki (Cyanoramphus spp.), Nieuw-Zeelandse valk (Falco novaeseelandiae), weka (Gallirallus australis), struikwinterkoning (waarschijnlijk uitgestorven), Maorivliegenvanger (Petroica macrocephala), toei (Prosthemadera novaeseelandiae), Maori-belhoningvogel (Anthornis melanura), Rhipidura spp.,  geweervogel (Acanthisitta chloris), Maorimangrovezanger ((Gerygone igata), pipipi (Mohoua novaeseelandiae), grijsrugbrilvogel (Zosterops lateralis), Anthus spp. en de bruine kiwi (Apteryx australis). De bruine kiwi wordt bedreigd door hermelijnen die hier ingevoerd zijn. 
Verder kent de ecoregio een overvloedig insectenleven met meer dan 3000 geregistreerde soorten ongewervelde dieren. Ongeveer 10 procent hiervan is waarschijnlijk endemisch voor de ecoregio. Van de reptielen komt er een skinkensoort voor, Oligosoma acrinasum. De leeft op twee locaties op het vasteland en verder op onbeschutte rotskusten van talrijke eilanden langs de Fiordlandkust.

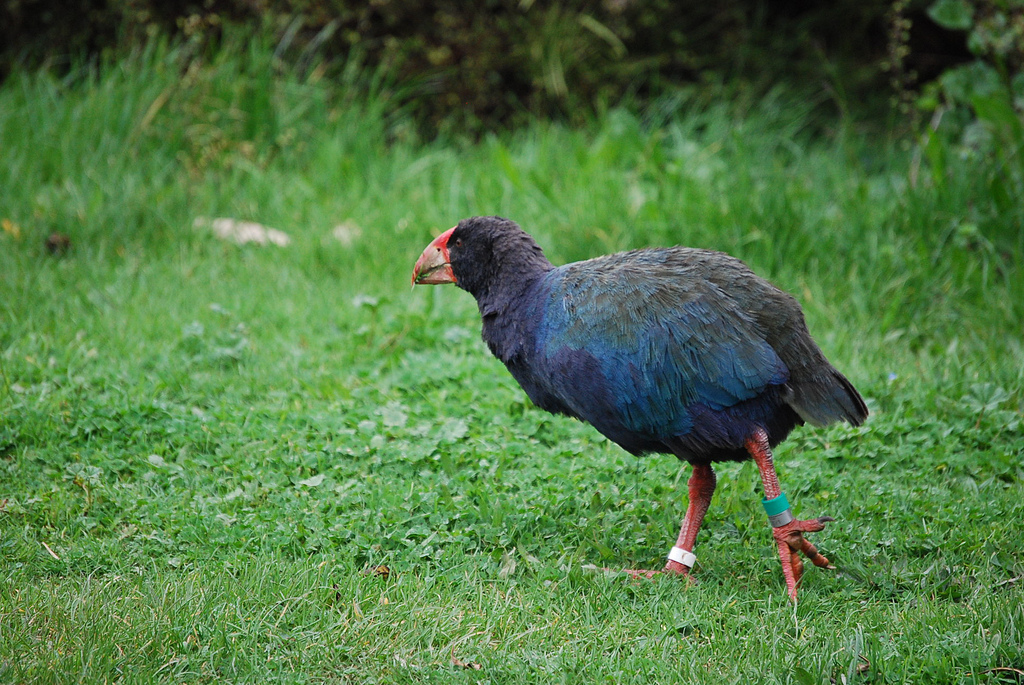
Takahe (Porphyrio hochstetteri)
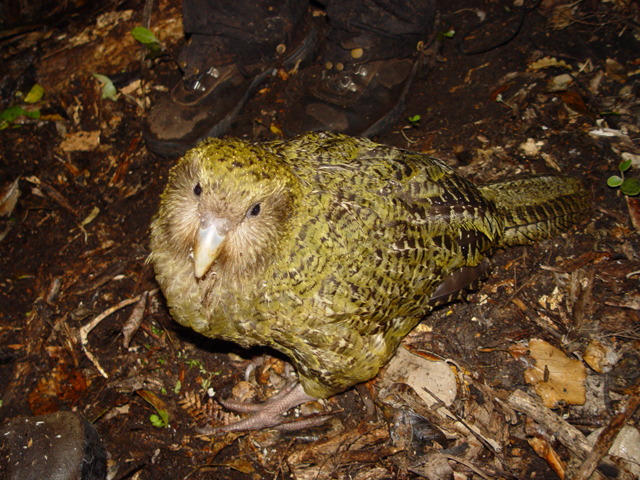
Kakapo (Strigops habroptilus)
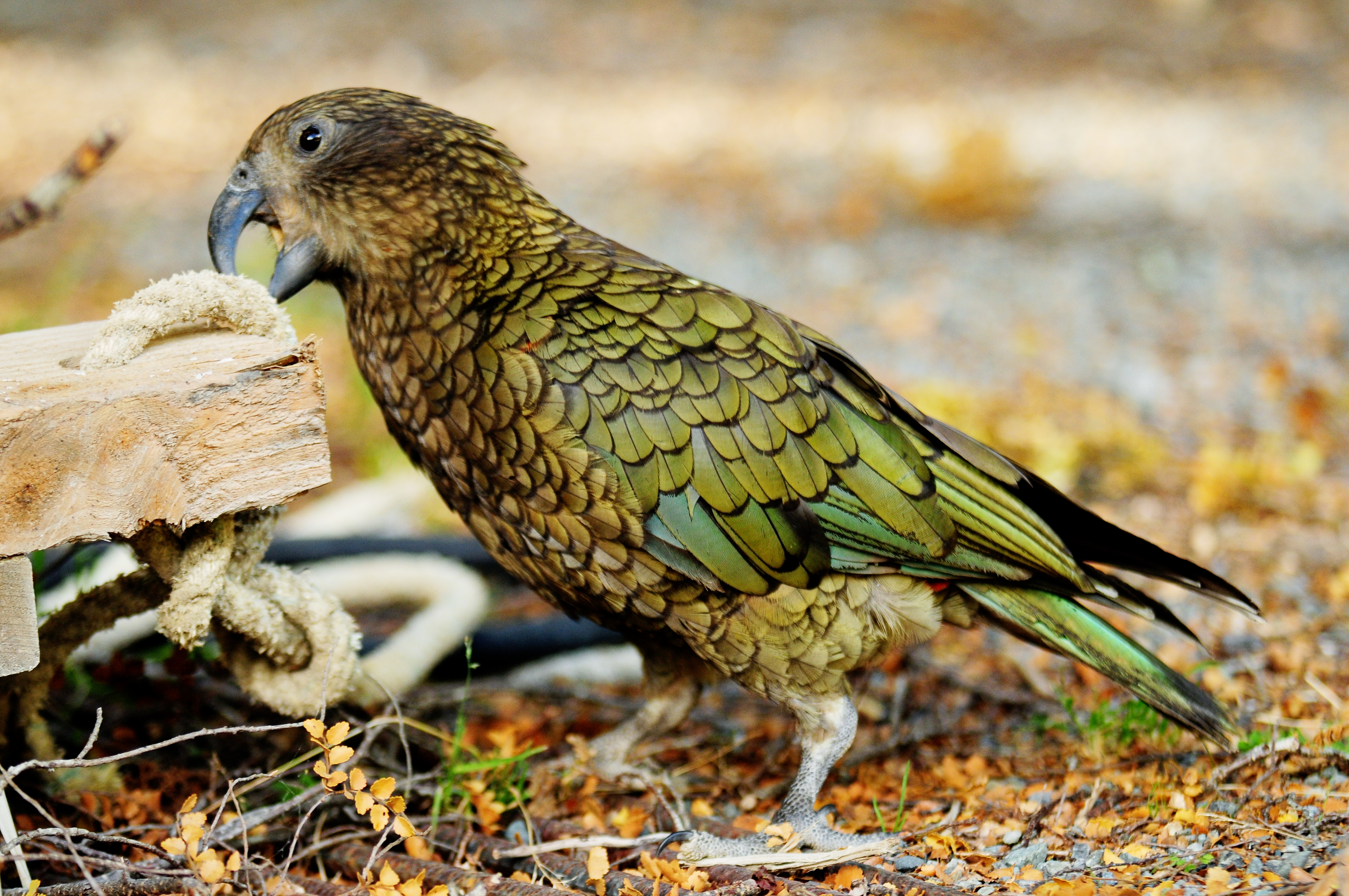
Kea (Nestor notabilis)
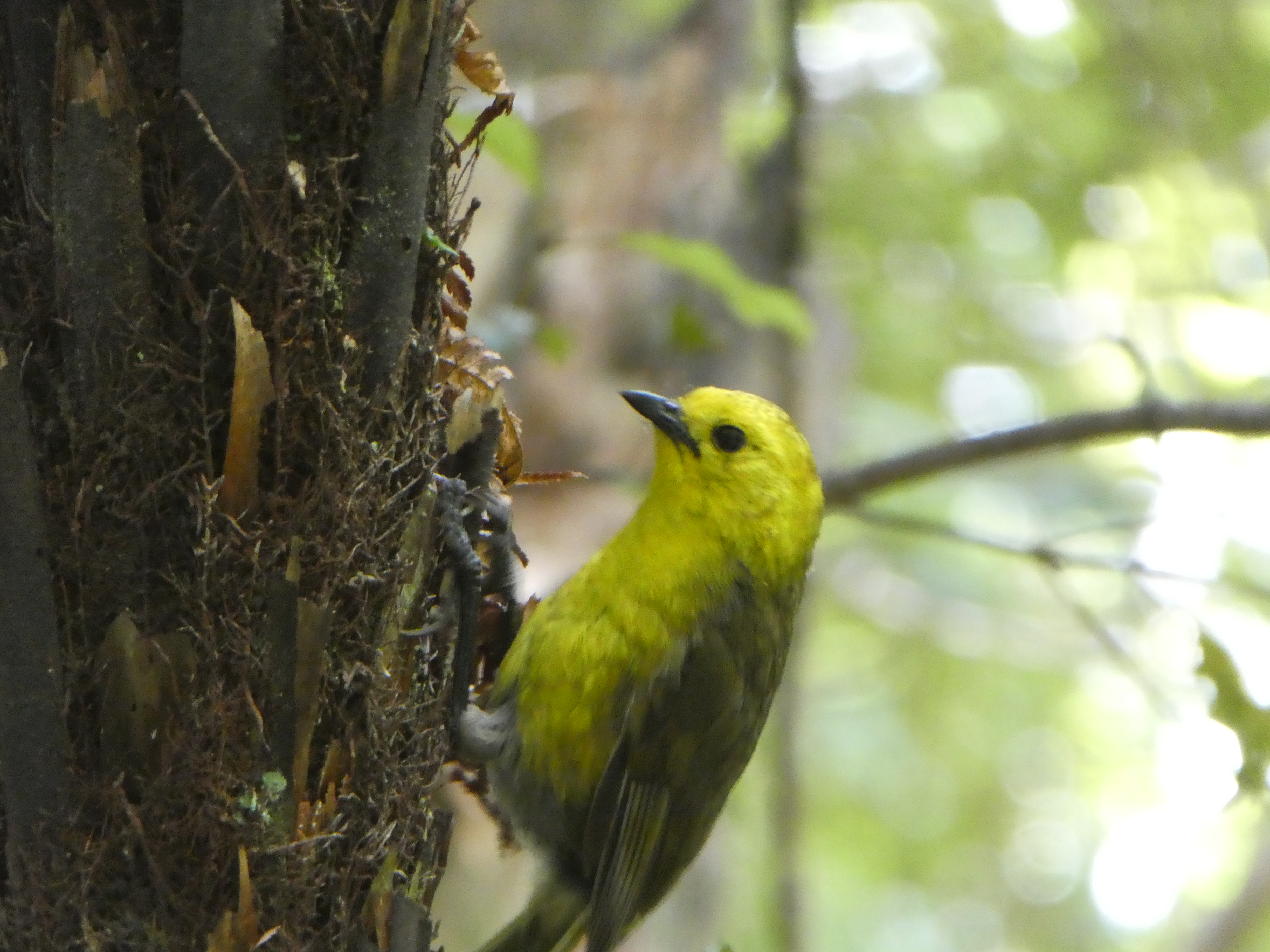
Mohoua (Mohoua ochrocephala)
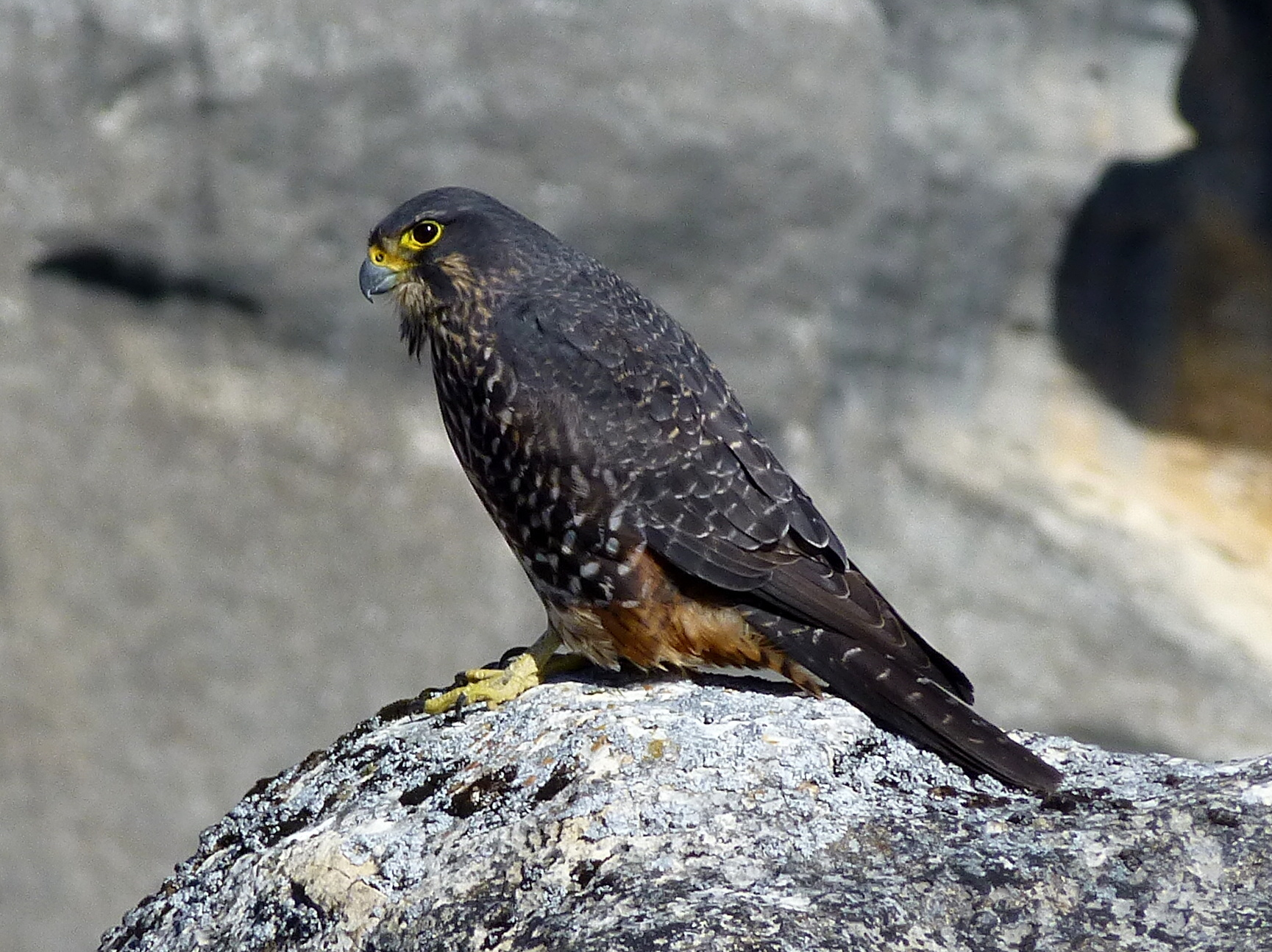
Nieuw-Zeelandse valk (Falco novaeseelandiae)
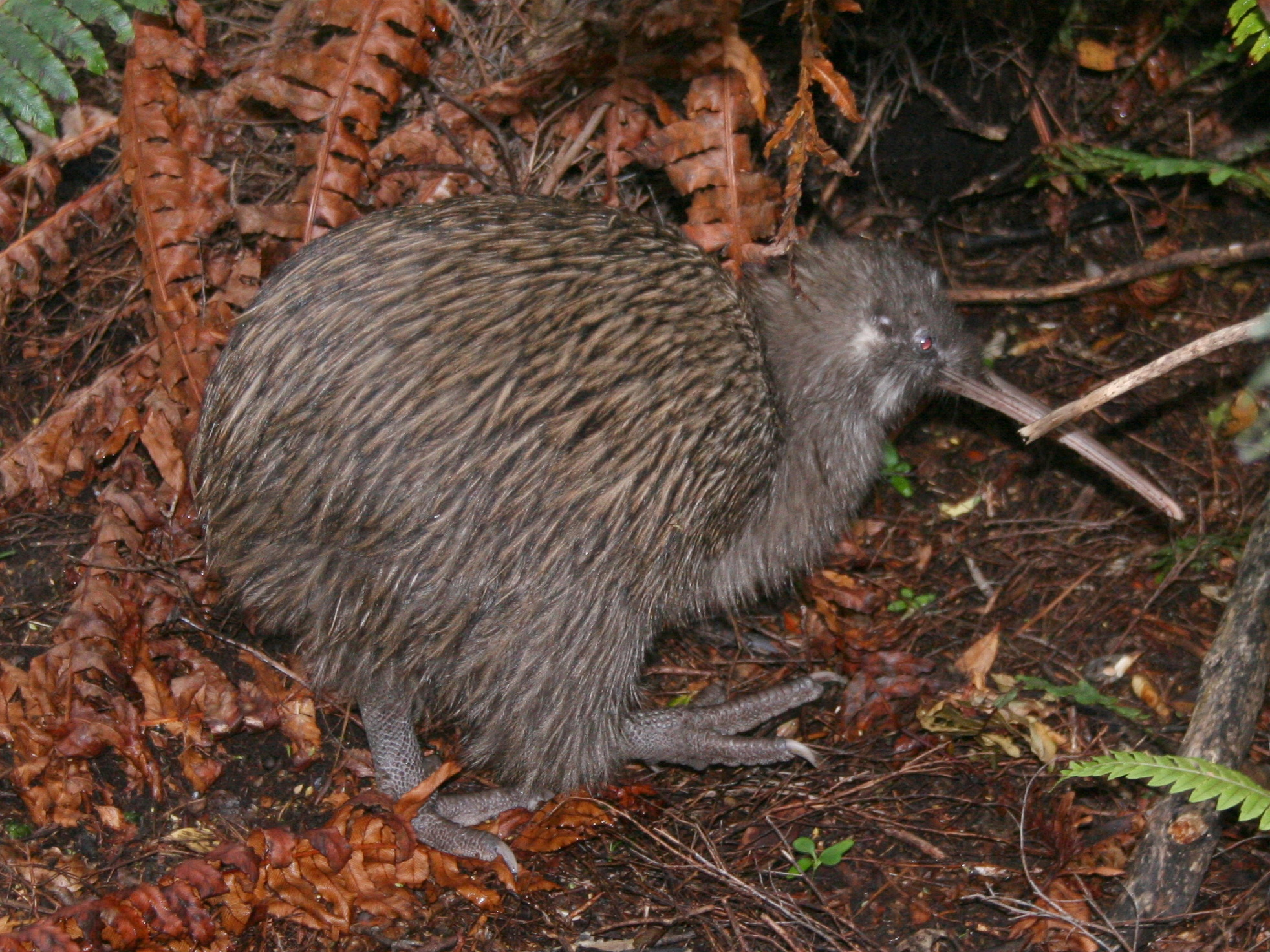
Bruine kiwi (Apteryx australis)